# Jorge Alonso Martín
Jorge Alonso Martín (Salamanca, 5 gennaio 1985) è un ex calciatore spagnolo, di ruolo centrocampista.

## Biografia
Anche suo fratello José Ángel è un calciatore.

## Carriera
Ha giocato nella massima serie dei campionati israeliano e indiano. Inoltre, ha collezionato oltre 130 presenze nella seconda divisione spagnola.